# Tobias Grünenfelder
Pour les articles homonymes, voir Grünenfelder.
Tobias Grünenfelder, né le 27 novembre 1977 à Elm, est un skieur alpin suisse. D'abord à l'aise en slalom géant, il se tourne ensuite vers les disciplines de vitesse, pour s'illustrer en super G et en descente, remportant une manche de Coupe du monde en 2010. Il détient six titres de champion de Suisse.

## Carrière
Il fait partie d'une famille de skieurs, son frère Jürg et sa sœur Corina, sont aussi actifs en ski alpin.
Membre du club de sa localité natale Elm, il fait son entrée en équipe nationale en 1996 en prenant part aux Championnats du monde junior, pour une treizième place en slalom géant.
Après une victoire dans une course FIS, il fait ses débuts dans la Coupe du monde en janvier 1997 à Kranjska Gora, avant de se classer dans le top dix en Coupe d'Europe. C'est aussi à Kranjska Gora qu'il marque ses premiers points deux ans plus tard, arrivant 24e en slalom géant. Il est ensuite 14e du slalom géant d'Adelboden, peu avant sa première sélection en championnat du monde. Le Suisse doit attendre 2002 pour améliorer ce résultat en se classant septième du slalom géant de Saint-Moritz, avant d'enchaîner avec deux top dix en super G à Kvitfjell et Altenmarkt-Zauchensee. Cette année, il honore sa première sélection pour les Jeux olympiques à Salt Lake City, prenant la douzième place au super G. En 2003, Grünenfelder prend place sur son premier podium dans la Coupe du monde en terminant troisième du super G de Garmisch-Partenkirchen, résultat qu'il réédite un an plus au même lieu. En décembre 2005, il est troisième de la descente de Bormio, premier podium dans la discipline, étant même en tête au dernier intermédiaire devant le vainqueur Daron Rahlves, avant de chuter juste avant l'arrivée qu'il franchit malgré tout. Dans cette même épreuve, il se classe douzième aux Jeux olympiques de Turin 2006. Désormais spécialisé en vitesse, il ne parvient pas à maintenir ce niveau lors des trois années suivantes, ayant son plus grand succès aux Championnats suisses avec un doublé descente-super G en 2009.
Aux Jeux olympiques d'hiver de 2010, à Vancouver, il fait mieux que lors des deux dernières éditions, occupant le neuvième rang au super G. En confiance, il renoue avec le podium en Coupe du monde le mois suivant à Kvitfjell.
En novembre 2010, alors âgé de 33 ans, il remporte le super G de Lake Louise sept centièmes devant Carlo Janka, son seul succès à ce jour et son cinquième et ultime podium dans l'élite. Il ne fait son incursion dans le top dix à ce niveau qu'une seule fois de plus en 2011 au super G de Kitzbühel. 2011 est aussi l'année de sa dernière participation à un rendez-vous majeur avec les Championnats du monde à Garmisch-Partenkirchen.
Dans la Coupe d'Europe, il prend part aux courses depuis 1996 et y obtient trois podiums, dont ses deux premiers en janvier 2002 à Saas-Fee en slalom géant, dont un est une victoire.
Il prend sa retraite sportive en 2013.

## Palmarès

### Jeux olympiques
| Épreuve / Édition | Salt Lake City 2002 | Turin 2006 | Vancouver 2010 |
| Descente          | -                   | 12e        | -              |
| Super G           | 12e                 | -          | 9e             |
| Slalom géant      | Abandon             | -          | -              |

### Championnats du monde
| Épreuve / Édition | Vail 1999 | St-Moritz 2003 | Bormio 2005 | Garmisch-Partenkirchen 2011 |
| Super G           | -         | -              | 16e         | Abandon                     |
| Slalom géant      | 20e       | 18e            | -           | -                           |

### Coupe du monde
- Meilleur classement général : 29e en 2010
- 5 podiums (4 en super G et 1 en descente), dont 1 victoire.

#### Détails des victoires
| Épreuve / Édition | Super G     |
| 2011              | Lake Louise |

#### Classements en Coupe du monde
| Année/Classement | Année/Classement | Général | Général | Descente | Descente | Slalom | Slalom | Géant  | Géant  | Super G | Super G | Combiné | Combiné |
| Année/Classement | Année/Classement | Class.  | Points  | Class.   | Points   | Class. | Points | Class. | Points | Class.  | Points  | Class.  | Points  |
| ---------------- | ---------------- | ------- | ------- | -------- | -------- | ------ | ------ | ------ | ------ | ------- | ------- | ------- | ------- |
| 1999             | 1999             | 98e     | 25      | -        | -        | -      | -      | 35e    | 25     | -       | -       | -       | -       |
| 2001             | 2001             | 119e    | 14      | -        | -        | -      | -      | 46e    | 14     | -       | -       | -       | -       |
| 2002             | 2002             | 49e     | 135     | -        | -        | -      | -      | 23e    | 58     | 17e     | 77      | -       | -       |
| 2003             | 2003             | 50e     | 143     | 55e      | 7        | -      | -      | 36e    | 29     | 17e     | 107     | -       | -       |
| 2004             | 2004             | 42e     | 196     | 44e      | 20       | -      | -      | 34e    | 36     | 14e     | 140     | -       | -       |
| 2005             | 2005             | 45e     | 157     | 44e      | 18       | -      | -      | 57e    | 4      | 13e     | 135     | -       | -       |
| 2006             | 2006             | 59e     | 121     | 25e      | 74       | -      | -      | -      | -      | 27e     | 47      | -       | -       |
| 2007             | 2007             | 66e     | 101     | 27e      | 101      | -      | -      | -      | -      | -       | -       | -       | -       |
| 2008             | 2008             | 67e     | 105     | 31e      | 57       | -      | -      | -      | -      | 29e     | 48      | -       | -       |
| 2009             | 2009             | 60e     | 131     | 35e      | 41       | -      | -      | -      | -      | 15e     | 90      | -       | -       |
| 2010             | 2010             | 29e     | 247     | 21e      | 99       | -      | -      | -      | -      | 11e     | 148     | -       | -       |
| 2011             | 2011             | 42e     | 196     | 40e      | 21       | -      | -      | -      | -      | 10e     | 175     | -       | -       |
| 2012             | 2012             | 103e    | 36      | 48e      | 6        | -      | -      | -      | -      | 36e     | 30      | -       | -       |
| 2013             | 2013             | 143e    | 2       | 56e      | 2        | -      | -      | -      | -      | -       | -       | -       | -       |

### Coupe d'Europe
- 3 podiums, dont 1 victoire.

### Championnats de Suisse
- Champion du super G en 2005, 2006, 2009 et 2010.
- Champion de la descente en 2007 et 2009.